# Susumu Ohno
Susumu Ohno ( * 1 de febrero de 1928 – 13 de enero de 2000), fue un nacionalizado estadounidense de origen coreano-japonés: genetista y biólogo evolutivo, e investigador seminal en el campo de la evolución molecular.

## Biografía
Susumu Ohno había nacido de padres japoneses en Seúl, Corea, el 1 de febrero de 1928, segundo de cinco hijos, hijo del ministro de Educación del Virreinato japonés de Corea. Su familia retorna a Japón luego de la guerra en 1945. Más tarde será ciudadano de EE. UU. Susumu Ohno se casa con Midori Aoyama en 1951; y tienen dos hijos y una hija.
Su pasión por la ciencia derivaba de su gran amor por los caballos. Obtiene su Ph.D. en veterinaria en la Universidad de Tokio de Agricultura y Tecnología en 1949, y posteriormente un Ph.D. y el D.Sc. de la Universidad Hokkaido. Se dirige a EE. UU. en 1951, como becario visitante de la UCLA, y en 1952 se une al nuevo Departamento de Investigaciones en el "City of Hope Medical Center", donde permanecerá en actividad científica hasta 1996.

## Contribuciones científicas
Ohno postuló que la duplicación cromosómica juega un trascendente rol en la evolución, en su clásico texto Evolution by Gene Duplication, de 1970. Si bien la investigación posterior ha confirmado mayoritariamente el papel clave de la duplicación de genes en la evolución molecular, se realizan investigaciones para evaluar el modelo de Ohno de preservación de genes duplicados (ahora nombrado neofuncionalización) permanentemente y muy activo. También descubrió en 1956 que los corpúsculo de Barr de lo núcleos de hembras mamífero eran de hecho un cromosoma condensado X. En Evolution by Gene Duplication, también sugirió que los genoma de vertebrados es el resultado de una o más duplicaciones genómicas enteras; variaciones de esa idea han dado comienzo a conocer la hipótesis 2R (o también llamada "hipótesis de Ohno"). Indicó que los cromosomas X de los mamíferos se conservan entre especies; y se lo refiere como la ley de Ohno.